# Quadrilatère coopératif
Le quadrilatère de Desroche ou quadrilatère coopératif est un outil développé par Henri Desroche pour représenter et analyser la gouvernance des coopératives. Il permet de décrire les équilibres entre les parties prenantes internes d'une organisation, en particulier dans les organisations de l'économie sociale et solidaire : coopératives, associations, mutuelles et fondations.

## Description

Pôles et interdépendances dans le quadrilatère de Desroche

Dans une situation d'équilibre, l'organisation est représentée par un carré dont chaque sommet est occupé par l'un des quatre populations fondamentales suivantes :
- En bas à droite, les sociétaires ou les adhérents de l'organisation, à l'origine du projet de l'organisation,
- En haut à droite les administrateurs élus pour définir des orientations conformes au projet,
- En haut à gauche, les cadres dirigeants, désignés et orientés par les élus pour organiser la mise en œuvre du projet,
- En bas à gauche, les salariés subordonnés aux cadres dirigeants mettant en œuvre le projet.

La partie droite constitue le pôle politique de l'association, définissant le projet et les orientations générales de l'organisation. La partie gauche constitue le pôle économique, mettant en œuvre ce projet et ces orientations.
Lorsque les salariés et les sociétaires ne constituent pas des groupes distincts, comme par exemple dans les SCOP, le quadrilatère coopératif traite cependant leurs rôles distinctement.
Selon Henri Desroche, « le pont aux ânes de la démocratie coopérative est d’obtenir des communications, voire des convergences entre ces quatre pôles » : une bonne gestion des ressources humaines et une bonne gouvernance réussiraient à relier les quatre sommets du quadrilatère dans une combinaison favorable à l’efficacité de l’organisation et respectueuse de ses finalités sociales.

## Pathologies du quadrilatère

M : Managers, A : Administrateurs (CA)
E : Employés, S : Sociétaires

Les composantes de l'organisation sont normalement en tension dynamique les unes avec les autres, avec parfois la prépondérance de l'une sur l'autre, des clivages ou des absences. Dans une organisation démocratique, ces traits peuvent être considérés comme des pathologies d'une bonne gouvernance, susceptibles de dénaturer ou de provoquer l'éclatement de la structure.
Dans les années 1960-70, Henri Desroche identifie deux tendances hors-équilibre illustrées ci-contre :
- La situation d'équilibre peut être perturbée par un clivage vertical entre le pôle politique et le pôle économique,
- Ou par une fracture horizontale, lorsque le binôme président-directeur se coalise dans le contrôle des activités et des orientations de l'organisation.

L'identification des clivages peut être complétée par l'influence de chaque agent sur le fonctionnement global. Dans une association, par exemple, l'absence de simple bénévole et la réduction du conseil d'administration aux minima statutaires peut amener le questionnement vers la réalité du projet associatif et le risque de dérive corporatiste. Moins dramatiquement, qualifier et quantifier la nature des interactions entre adhérents et salariés peut aider au développement de stratégies favorisant tant l'efficacité économique que la réflexion militante.

## Variantes et usages
La simplicité conceptuelle du quadrilatère coopératif en fait un bon outil pédagogique pour sensibiliser aux enjeux coopératifs et pour mieux connaître l'organisation.
Dans une démarche de diagnostic partagé sur la gouvernance, cet instrument facilite la verbalisation par les différentes parties prenantes et aide ainsi à formuler les divergences de stratégie et les décalages de perception.
Le rapprochement entre certaines associations et collectivités territoriales peut amener ces collectivités à éclipser le rôle des adhérents et administrateurs dans la définition du projet et des orientations. Le quadrilatère coopératif peut alors être complété par un troisième pôle, parallèle aux pôles économiques et politiques dans lequel la collectivité se situe en haut, et les bénéficiaires en bas. Cela peut par exemple contribuer à qualifier une association de « transparente ».